# Hormathophylla purpurea
Hormathophylla purpurea är en korsblommig växtart som först beskrevs av Mariano Lagasca y Segura och José Demetrio Rodríguez, och fick sitt nu gällande namn av Philippe Küpfer. Hormathophylla purpurea ingår i släktet Hormathophylla och familjen korsblommiga växter. Inga underarter finns listade i Catalogue of Life.